# J. Carson Mark

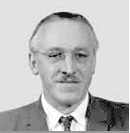
Carson Mark

Jordan Carson Mark (* 6. Juli 1913 in Lindsay, Ontario, Kanada; † 2. März 1997) war ein US-amerikanischer Mathematiker und Physiker kanadischer Abstammung, der am Los Alamos National Laboratory Kernwaffen entwickelte.
Mark studierte an der University of Western Ontario Mathematik und Physik mit dem Bachelor-Abschluss 1935 und wurde 1938 an der University of Toronto in Mathematik bei Richard Brauer promoviert (On the Modular Representations of the Group GLH(3,P)). Danach lehrte er Mathematik an der University of Manitoba, bis er im Zweiten Weltkrieg ab 1943 für den Canadian Research Council in deren Labor in Montreal. Er kam im Mai 1945 als Teil der britischen Mission nach Los Alamos zum Manhattan-Projekt und blieb auch nach dem Krieg am Los Alamos National Laboratory. Er leitete von 1947 bis zu seiner Pensionierung 1973 die Theorie-Abteilung (T division) am Los Alamos National Laboratory. Dort war er in den 1950er Jahren führend an der Entwicklung von Wasserstoffbomben beteiligt. Er war dabei häufig ein Mittler zum Beispiel zwischen Edward Teller und Stanislaw Ulam, die nicht gut miteinander auskamen. So stellte Ulam die Grundidee des Teller-Ulam-Designs der Wasserstoffbombe auf Vermittlung von Mark erst dem Los Alamos Direktor Norris Bradbury vor, bevor Teller eingebunden wurde.
Er war 1958 und 1959 wissenschaftlicher Berater der US-Delegation bei den internationalen Konferenzen über die Verifizierung von Kernwaffentests in Genf, was schließlich zum Partial Test Ban Treaty führte. Er engagierte sich gegen Proliferation von Kernwaffen und trug auf den Pugwash Konferenzen vor, wobei er unter anderem der Ansicht entgegentrat, dass Reaktor-Plutonium nicht für Kernwaffen benutzt werden könne. Er war im wissenschaftlichen Beratergremium der US Air Force.
Nach seiner Pensionierung blieb er Berater des LANL, war im Beratergremium für Reaktorsicherheit der Nuclear Regulatory Commission und Berater des Nuclear Control Institute.
In den 1950ern nahm er die US-amerikanische Staatsbürgerschaft an.